# Советское (Бугурусланский район)
Советское — село в Бугурусланском районе Оренбургской области России. Административный центр Советского сельсовета.

## История
В 1776 г. уже существовало. В 1935—1959 годах районный центр Аксаковского (Мордово-Боклинского) района. В 1958 г. указом Президиума Верховного Совета РСФСР село Мордовская Бокла переименовано в село Советское.

## Население
| 2010 |
| ---- |
| 669  |

## Известные жители
Николай Яковлевич Тингаев — советский хозяйственный, государственный и политический деятель, председатель Совета Министров Мордовской АССР (август 1944 — январь 1950) родился в 1907 году в селе Мордовская Бокла.
Григорьев Владимир Денисович( 2 августа 1915 г.---23 декабря 1976 г.) 3 и 4 декабря 1942 года в районе Котельниково ,хутор Похлебино  , в одном бою уничтожил 38 танков противника ,подбил 2 бронимашины и  оставил лежать на поле боя роту немецких офицеров и солдат .